# Dysodia summargo
Dysodia summargo är en fjärilsart som beskrevs av Dyar 1913. Dysodia summargo ingår i släktet Dysodia och familjen Thyrididae. Inga underarter finns listade i Catalogue of Life.